# Zdravko Mustač
Zdravko Mustač (Zagreb, 23. siječnja 1942.) bivši šef jugoslavenske tajne službe UDBE, te visokopozicionirani hrvatski obavještajac 1990.-ih godina. U Njemačkoj je osuđen na kaznu doživotnog zatvora zbog sudjelovanja u ubojstvu hrvatskog političkog emigranta Stjepana Đurekovića.

## Životopis
Rođeni Zagrepčanin, nakon studija ekonomije počinje 1964. godine raditi za UDBU u Zagrebu, gdje 1979. godine postaje čelni čovjek zagrebačkog (lokalnog) centra te službe. 1982. godine unaprijeđen je na mjesto načelnika UDBE u Socijalističkoj Republici Hrvatskoj. Od 1986. godine odlazi u Beograd, na mjesto glavnog šefa savezne UDBE.
Početkom 1991. godine stavlja se na na raspolaganje prvom demokratski izabranom hrvatskom vodstvu Republike Hrvatske, te je imenovan zamjenikom predstojnika Ureda za zaštitu ustavnog poretka (UZUP), krovnog tijela za koordinaciju obavještajnih aktivnosti u RH, koji je u to vrijeme vodio Josip Manolić,najbliži suradnik Predsjednika Republike Hrvatske Franje Tuđmana.  Mustač je ujedno bio i zamjenik predsjednika Kriznog stožera Republike Hrvatske, tijela koje je koordiniralo sve obrambene aktivnosti Hrvatske na početcima Domovinskog rata. Nakon ukidanja UZUP-a u travnju 1993. godine bio je neko vrijeme savjetnik Hrvoja Šarinića, prvog predstojnika Ureda za nacionalnu sigurnost (UNS), tijela koje je preuzelo poslove koje je ranije radio UZUP, ali uz nešto snažnije ovlasti. Zadnjih godina aktivnog rada bio je šef sigurnosti u zagrebačkoj Kaptol banci.
U lipnju 2009. godine je za Zdravkom Mustačem i Josipom Perkovićem bila raspisana međunarodna tjeralica/ međunarodni uhidbeni nalog. Tjeralica je raspisana nakon što je u Münchenu zbog sudjelovanja u ubojstvu Stjepana Đurekovića bio osuđen suradnik UDBE Krunoslav Prates: na tom su suđenju utvrđene činjenice koje su Mustača i Perkovića povezivale s Đurekovićevim ubojstvom.
Nakon što se povodom ulaska Republike Hrvatske u Europsku uniju počeo primjenjivati Europski uhidbeni nalog, Njemačka je odlučno zatražila izručenje Mustača i Perkovića. Vlada Republike Hrvatske pod vodstvom Zorana Milanovića predložila je žurno donošenje zakona kolokvijalno nazvanog "Lex Perković", s očitom svrhom da se onemogući izručenje te dvojice osumnjičenika. Ta je zakon promijenjen krajem 2013. godine nakon inzistiranja Europske komisije, što je omogućilo Perkovićevo i Mustačevo izručenje Njemačkoj u prvoj polovici 2014. godine. Na velikom i u medijima praćenom suđenju, Mustač i Perković su osuđeni na doživotne kazne zatvora.

## Vanjske poveznice
- Podaci o traženoj osobi za Zdravka Mustača, web-stranice Bavarske policije[neaktivna poveznica]